# Departamento de Operaciones Extranormales
El Departamento de Operaciones Extranormales (DEO) es una agencia gubernamental del Universo DC que aparece en los cómics estadounidenses publicados por DC Comics. Fue cocreado por Dan Curtis Johnson y J. H. Williams III y apareció por primera vez en Batman #550 (1998). La agencia fue el foco de la serie Chase. Aparece en la serie de televisión Supergirl. La agencia tiene una relación complicada con la descripción de la ley y los derechos constitucionales en el Universo DC.

## Historia de la organización ficticia
El papel de la DEO es monitorear a aquellos con superpoderes extranormales y prevenir cualquier amenaza para el público en general. Sin embargo, en Action Comics # 775 hay un par de agentes deshonestos siendo derrotados por Superman. Manchester Black, el líder de Elite, sugiere que son responsables de la creación de una compañera de equipo, Menagerie, diciendo que "Estos tipos dirigen un servicio de inmigración alienígena triple negro que toma los desechos de las galaxias y las convierte en armas para el mejor postor. El glop del West Nile en Nueva York es uno de los suyos de la División Microbio".
El DEO fue responsable del "orfanato" visto en Justicia Joven, en el que se guardó a Secret, aunque una conversación posterior entre el director Bones y el Agente Chase sugirió que las condiciones en las que se la mantuvo no eran una política oficial. Otro orfanato de este tipo se vio en la serie 1999 Titanes.
El DEO ha protegido aspectos importantes de Washington D. C. de la intrusión telepática.
Un departamento deshonesto de la DEO logra convencer a Green Lantern de escanear a varios héroes, presuntamente para detectar un supervillano que salta de cuerpo. En cambio, los datos se utilizan para crear una nueva versión de Amazo. Chase, Mr. Bones, Green Lantern y otros héroes cerraron la división. Amazo es destruido y Green Lantern borra la información relevante.
Batwoman se convierte en una agente reacia del DEO después de que la agencia se entera de su identidad. Mister Bones, director de la DEO, se cree el hijo ilegítimo del coronel Jacob Kane, el padre de Batwoman. Los agentes del DEO descubren que Beth Kane, la hermana gemela idéntica de Batwoman, está viva y la capturan. Bones chantajea a Batwoman para que ayude al DEO a descubrir la identidad secreta de Batman a cambio de Beth. Batwoman y sus aliados no pueden rescatar a Beth, y Bones intenta matarla. El agente Asaf, sobornado por Batwoman, dispara a Bones en la cabeza y libera a Beth. Asaf luego afirma que Bones estaba mentalmente desequilibrado. (Bones tiene daño cerebral pero sobrevive).

## Operativos
Directores ejecutivos
- Mister Bones - Pre-Crisis/Post-Crisis
- Dra. Amanda Waller - The New 52
- Cameron Chase - DC Rebirth
- J'onn J'onzz - Supergirl (serie, 2015-2021)
- Alex Danvers - Supergirl (serie, 2015-2021)

Agentes
- Agente Sandra "the Bear" Barrett
- Agente Kate Spencer
- Alesandra Taracon (Cucilla/encubierta en la Penitenciaría de Slabside)[1]
- Donald Fite e Ishido Madd - aliados ocasionales de Justicia Joven, secundarios por A.P.E.S.
- Sarge Steel - Director del Departamento de Asuntos Metahumanos, una subdivisión del DEO.
- Agente de la Libertad[2]
- Batwoman
- Supergirl - Supergirl (serie, 2015–2021)
- Emilia Harcourt (anteriormente) - Peacemaker (serie, 2022)

## Otras agencias de inteligencia

### Otras versiones

#### Smallville
- En la continuación de los cómics de Smallville, el DEO aparece como una agencia con sede en Washington D. C. bajo el director Bones (y más tarde Steve Trevor) que se ocupa de amenazas como Félix Fausto y Dr. Phosphorus. Bajo Trevor, la DEO tomó medidas para emplear a personas como Cameron Chase, e incluso a héroes para sus causas, como Oliver Queen / Green Arrow y Diana Prince.[11]

## En otros medios

### Película
En la película Green Lantern de 2011, el DEO aparece como una agencia bajo el apoyo secreto del senador Robert Hammond. Su hijo, el Dr. Héctor Hammond, recibe la tarea de realizar la autopsia de Abin Sur por uno de los principales jefes, la Dra. Amanda Waller.

### Televisión
Se reveló en el episodio de Peacemaker, "Better Goff Dead" que Emilia Harcourt era agente de DEO antes de unirse a A.R.G.U.S. como agente.

#### Arrowverso
El DEO aparece en la serie de televisión establecida en el Arrowverso
- En la serie de televisión de CBS/CW de 2015, Supergirl, el Departamento de Operaciones Extranormales emplea a la hermana adoptiva de Kara Zor-El, Alex Danvers, como científica y operativa. Esta iteración de la agencia está dirigida por el exagente de la CIA Hank Henshaw (más tarde se reveló que era J'onn J'onzz disfrazado después de que el verdadero Hank Henshaw fuera presuntamente asesinado mientras estaba en una asignación). Gracias a J'onn, el DEO ahora tiene menos prejuicios contra los no humanos y se enfoca en luchar contra extraterrestres deshonestos además de amenazas criminales, metahumanas y terroristas ocasionales. Se aprende en la segunda temporada que Superman era miembro del equipo. A través de la alineación de Supergirl con superhéroes de una Tierra paralela (Tierra-1), el DEO está alineado con S.T.A.R. Labs y accede a su tecnología para lidiar con sus propias amenazas universales metahumanas y paralelas. En la cuarta temporada, Alex ha sido nombrada nueva directora del DEO de J'onn.
- Al final del crossover de Arrowverso de cuatro partes, "¡Invasión!", Kara habla con el sucesor presidente de los Estados Unidos del universo Tierra-1, Susan Brayden; ella le informa al nuevo director ejecutivo que el gobierno de los Estados Unidos en su universo (Tierra-38) fundó el DEO para monitorear y contrarrestar las amenazas extraterrestres, y el presidente está de acuerdo en que su administración establecería su propia agencia en respuesta a los ataques de los Dominadores.
- Durante la parte final del cruce de Arrowverso posterior, "Crisis en Tierras Infinitas", luego de que el multiverso se reiniciara, el universo de Supergirl se fusionó con otros, incluido el de Tierra-1, para crear Tierra-Prima y el DEO se modificó para convertirse en una subsidiaria de LuthorCorp.
- El DEO aparece en el episodio de Legends of Tomorrow, "Ground Control to Sara Lance". Cuando Ava Sharpe intenta ponerse en contacto con la DEO para ayudar a encontrar a los extraterrestres que se llevaron a Sara Lance, todo lo que se muestra es la sede de la DEO todavía en ruinas. Gideon trae este momento histórico a Ava, lo que hace que vayan al Plan B y recluten a Esperanza "Spooner" Cruz según la sugerencia de Behrad Tarazi.

### Videojuegos
El DEO tuvo una breve aparición en el nivel de introducción a Batman: Arkham Origins Blackgate, donde actuaron como adversarios tanto de Batman como de Catwoman, el primero debido a una asociación errónea con el último, y el segundo debido al robo de datos clasificados.